# Faglia sud-valenzana
La faglia sud-valenzana è una struttura tettonica situata nel sudest della penisola iberica.
Si sviluppa da Xeresa presso il Mar mediterraneo e prosegue per Barx, Xàtiva e la Valle di Montesa, e il corridoio di Almansa.
Costituisce una linea divisoria tra il sistema Betico a sud e il sistema Iberico a nord, formata da una successione di anticlinali e sinclinali con vergenza verso nord.
Le anticlinali sono costituite principalmente da carbonati del Cretacico, e tendono a formare creste montuose; le sinclinali sono formate da marne del Miocene che danno origine alle valli tutte più o meno ricoperte dai sedimenti del Quaternario.